# Estación de Plaza de Cuba

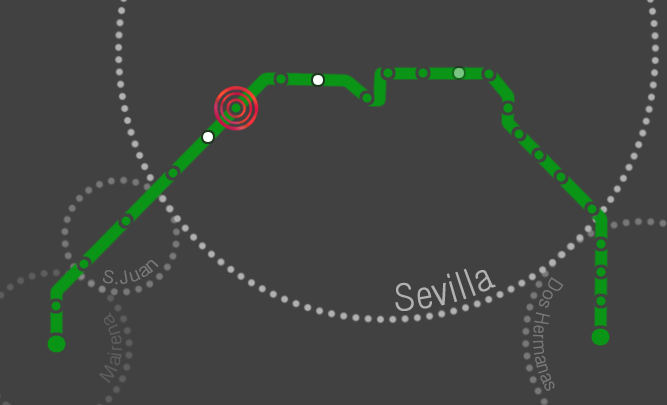
Localización

Plaza de Cuba es una estación de la Línea 1 situada en la Avenida de la República Argentina de Sevilla. Se encuentra junto al cauce del Río Guadalquivir y tras esta estación el metro circula bajo el lecho del río. Fue abierta al público el 9 de abril de 2009, dentro de la primera fase de inauguración de la línea 1.
La estación de Plaza de Cuba del Metro de Sevilla tiene una boca de acceso, en la acera de los números impares situada en la Plaza-Glorieta que da nombre a la estación. Excavada a 24 metros bajo tierra, es la segunda estación más profunda de toda la Línea 1 tras Puerta Jerez, que tiene 26,5 metros.
Cuenta con ascensores para personas de movilidad reducida, andén central, escaleras mecánicas, venta de billetes automática y sistema de evacuación de emergencia.
La estación de Plaza de Cuba, al igual que todas las construidas durante esa época, tiene un diseño abierto, espacioso y luminoso. El primer vestíbulo cuenta con lucernarios que permiten la entrada de luz natural.

## Accesos
- Ascensor Av. República Argentina, 9 (Esquina calle Virgen de Consolación)
- República Argentina  Av. República Argentina, 7 (Esquina calle Virgen de Consolación)
- Av. República Argentina, 13. (Esquina calle Virgen de Setefilla)

## Datos de interés
Se encuentra en las inmediaciones de la calle Asunción, zona comercial de Los Remedios, así como en el área de ocio de la calle Betis.

### Metro
- Bocas de acceso: 1
- Ascensor: Si
- Escalera mecánica: Solo subida
- Longitud de andén: 65 metros
- Andén: Central

## Líneas y correspondencias

### Servicios de metro
| << cabecera | < estación              | línea | estación >   | cabecera >>       |
| ----------- | ----------------------- | ----- | ------------ | ----------------- |
| Ciudad Expo | Parque de los Príncipes |       | Puerta Jerez | Olivar de Quintos |

### Otras conexiones
| N.º de parada | LÍNEA | Trayecto                           | Zona         |
| ------------- | ----- | ---------------------------------- | ------------ |
| 197           | 5     | Santa Aurelia > Puerta Triana      | Transversal  |
| 197           | 40    | Plaza Magdalena > El Tardón        | Radial oeste |
| 197           | A2    | Prado San Sebastián > San Jerónimo | Nocturna     |
| 183           | 5     | Puerta Triana > Santa Aurelia      | Transversal  |
| 183           | A2    | San Jerónimo > Prado San Sebastián | Nocturna     |

| LÍNEA | Trayecto                                       | Zona |
| ----- | ---------------------------------------------- | ---- |
| M-140 | Puebla del Río                                 | C    |
| M-150 | Mairena del Aljarafe                           | B    |
| M-151 | Mairena del Aljarafe (Urb. Puebla del Marqués) | B    |
| M-152 | Palomares del Río                              | C    |
| M-153 | Almensilla                                     | C    |

- Aparcamiento de rotación.
- Carril bici.